# Esposende (gemeente)
Esposende is een plaats en gemeente in het Portugese district Braga.
De gemeente heeft een totale oppervlakte van 95 km² en telde 33.325 inwoners in 2001.

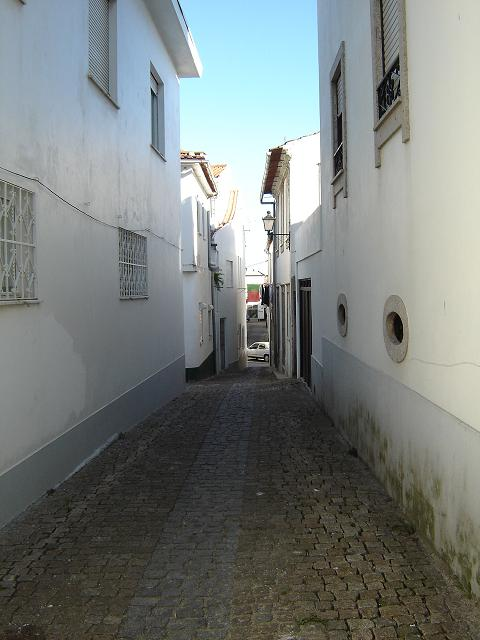
Fao

## Afbeeldingen

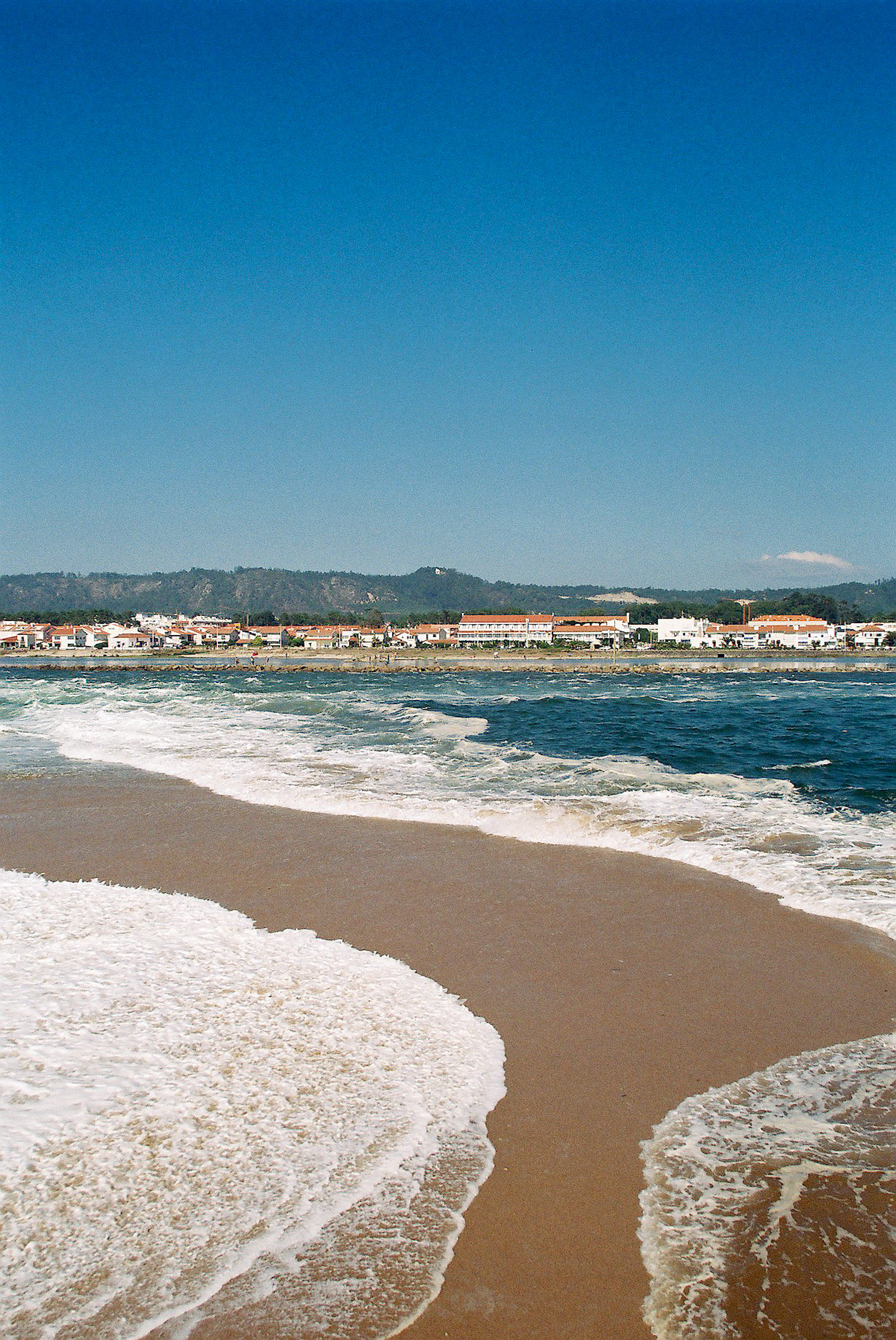
Fluss Cavado in Esposende
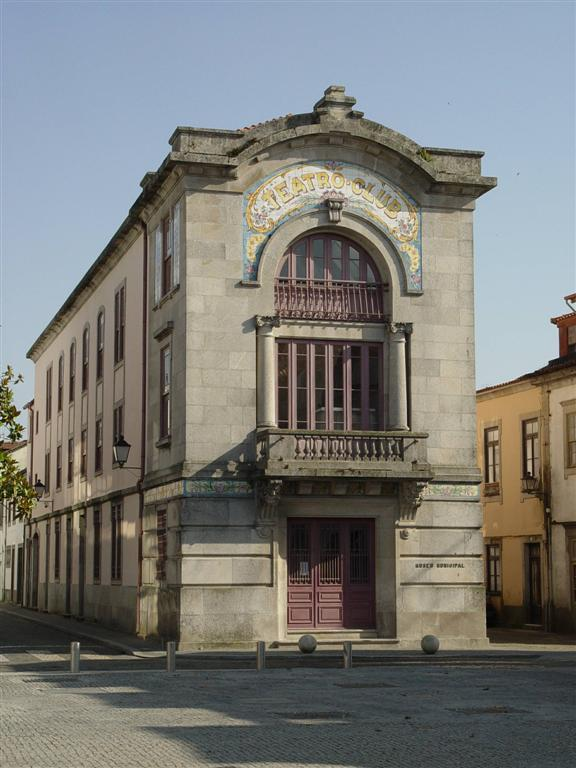
Museu de Esposende
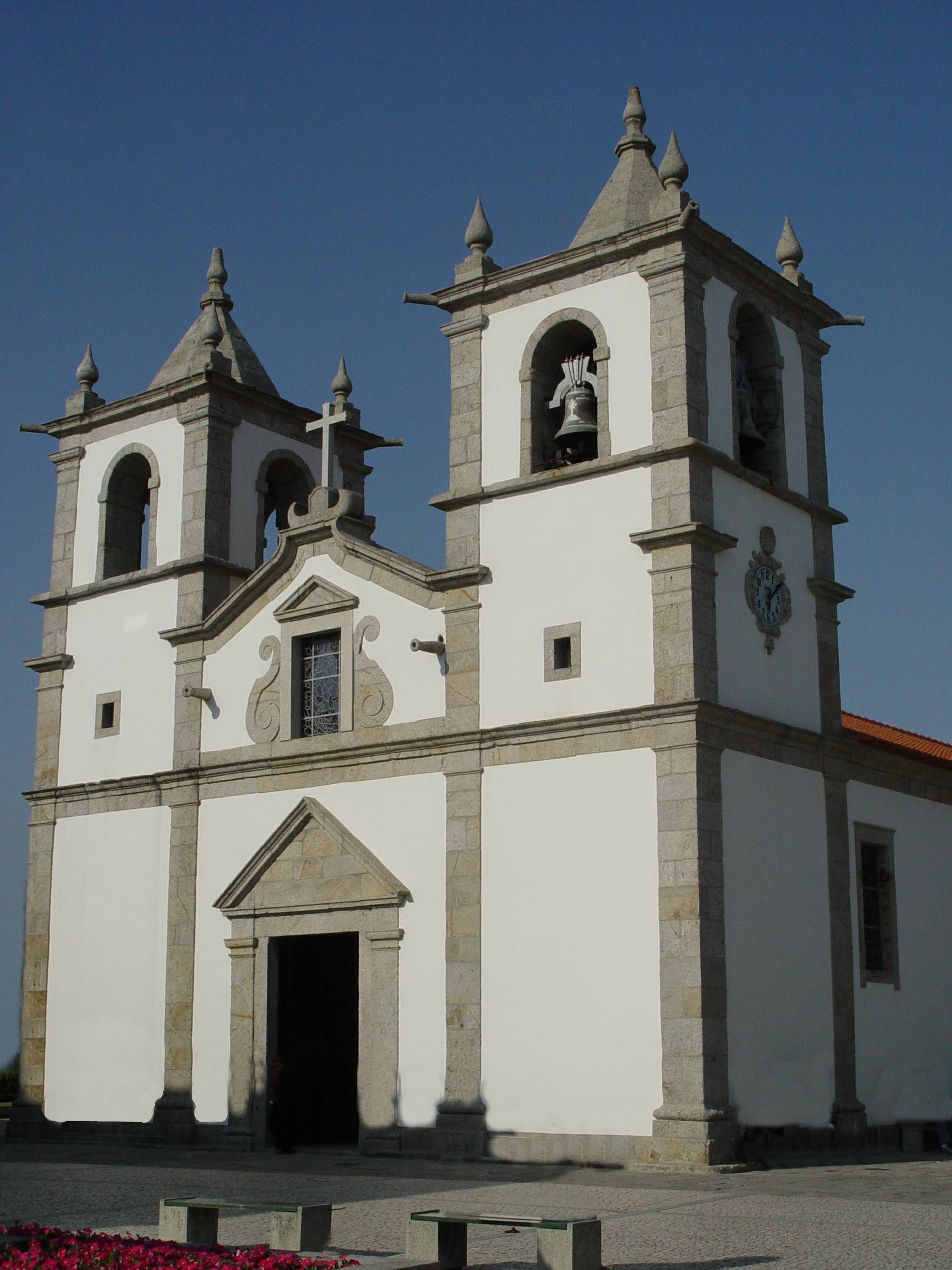
Igreja Matriz
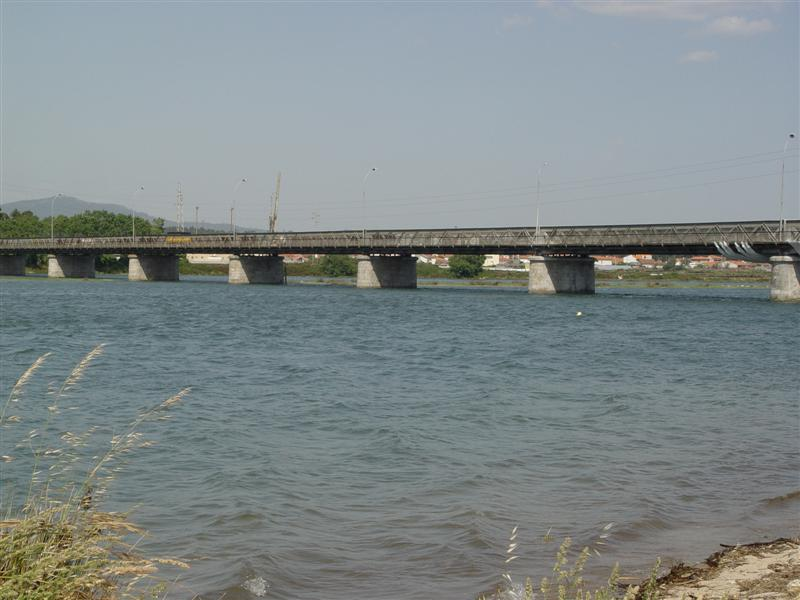
Ponte de Fão

Amares · Barcelos · Braga · Cabeceiras de Basto · Celorico de Basto · Esposende · Fafe · Guimarães · Póvoa de Lanhoso · Terras de Bouro · Vieira do Minho · Vila Nova de Famalicão · Vila Verde · Vizela